# Lista de pensadores cristãos na ciência
Esta é uma lista parcial de cientistas notáveis que também escreveram obras sobre religião a partir de uma perspectiva cristã.
- Nicolau de Cusa (1401-1464), astrônomo e cardeal
- John Napier (1550–1617): matemático, físico, e escritor sobre teologia
- Blaise Pascal (1623-1662), matemático e filósofo religioso
- Isaac Newton (1642-1727), mathemático, físico, e escritor sobre teologia
- Gottfried Leibniz (1646-1716), matemático, físico, e escritor sobre teologia
- Leonhard Euler (1707-1783), mathemático e autor de um livro dizendo que a Bíblia cristã foi divinamente revelada
- Pierre Teilhard de Chardin (1881–1955), paleontólogo e padre jesuíta